# Itaguara
Itaguara es un municipio brasileño del estado de Minas Gerais. Su población estimada en 2018 es de 13 278 habitantes, según el Instituto Brasileño de Geografía y Estadística (IBGE).

## Toponimia
Itaguara es una palabra de origen tupí-guaraní. Significa «piedra del lobo», a través de la unión de itá (piedra) y guará (lobo).

## Historia
El distrito fue creado con la denominación de Nossa senhora das Dores da Conquista, por la ley provincial número 1667, del 14 de septiembre de 1870. En la división administrativa de 1911, aparece con el nombre de Conquista, integrando el municipio de Itaúna. En 1923, fue elevado a la categoría de municipio.

## Clima
Según la clasificación climática de Köppen, el municipio se encuentra en el clima templado húmedo Cwb.